# Cuphea galeatocalcarata
Cuphea galeatocalcarata är en fackelblomsväxtart som beskrevs av A. Lourteig. Cuphea galeatocalcarata ingår i släktet blossblommor, och familjen fackelblomsväxter. Inga underarter finns listade i Catalogue of Life.